# Erycibe ramiflora
Erycibe ramiflora är en vindeväxtart som beskrevs av Hallier f. Erycibe ramiflora ingår i släktet Erycibe och familjen vindeväxter. Inga underarter finns listade i Catalogue of Life.